# Georg Grimm
Johann Georg Grimm (Immenstadt, 22 de abril de 1846 — Palermo, 24 de dezembro de 1887) foi um pintor, professor, desenhista e decorador alemão que se radicou no Brasil por uma década até a data de sua morte.

## Biografia
Nascido e criado na cidade de Immenstadt, Johann Georg Grimm é filho do carpinteiro Johann Bernhard Grimm e de Maria Anna. Sua mãe, no entanto, faleceu quando tinha cinco anos de idade. Desde jovem, seu pai o treinou para que seguisse os seus passos no comércio. Ele realizara diversos trabalhos de carpintaria de madeira, como mesas, painéis, barcos e também altares para igrejas na cidade onde moravam. No entanto, seu interesse logo mudou quando conheceu a biblioteca do castelo de Rahenzeli, onde realizaria um trabalho familiar e acabou vendo alguns livros com obras de arte. Esse foi o ponto de partida para a sua carreira nas artes plásticas.
Georg Grimm compartilhava o talento e os interesses gráficos de seu irmão caçula, Johann Franz, dois anos mais novo. Eles frequentaram a escola de artes local, com foco em desenho arquitetônico, caligrafia e desenho de ornamento. As médias de Georg eram acima do comum, com “excelente” na maioria das matérias. Sua pior nota era classificada como “muito boa”.

### Estudos
O jovem alemão chegou à cidade de Munique em 1867, com o objetivo de estudar na Academia de Belas Artes. De origem humilde, o jovem enfrentou enormes dificuldades para economizar dinheiro suficiente e cursar na escola, onde se formou com sucesso dois anos depois. Um de seus alunos favoritos, do Grupo Grimm, relatou sobre as memórias de miséria que o artista vivia enquanto ainda estudava. Uma delas é de quando ele usou pão para apagar as suas imagens, devido à escassez de materiais.

### Viagens
Em 1872 ele começou a sua vida de errante por diversos lugares do mundo, começando por Berlim, capital da Alemanha, onde participaria de uma Academia lá. No entanto, como não podia pagar por condução, foi a pé. Uma benfeitora anônima, que alguns dizem ser Therese Ravoth, artista e esposa de um professor de cirurgia em Berlim, o ajudou durante os seus estudos na cidade, contribuindo com ele financeiramente para a sua carreira com viagens de estudo para o Mediterrâneo e para a Itália.
Graças à ajuda de sua amiga, ao fim de 1972, mesmo ano em que chegou à capital, Grimm deixou a Alemanha para estudar as paisagens do Mediterrâneo por cinco anos, até 1877. Ele também explorou muito a Itália, país pelo qual se fascinou, visitando Roma, Nápoles e Capri. Esse foi só o começo de uma longa jornada onde passou por diferentes países da Europa e da África, ficando conhecido por suas incansáveis viagens, que muito agregaram na sua carreira profissional. Entre estes anos, além da Itália, também visitou a Grécia, Palestina, Turquia, Espanha e Portugal, além da Tunísia e da Argélia.

### Primeira passagem pelo Brasil (1878 - 1880)
Em 1878, quando chegou ao Brasil, seu último destino e onde se fixou por uma década, já tinha uma grande bagagem de conhecimento e estudos adquiridos durante as suas aventuras. O artista desenvolveu um estilo comum entre os pintores errantes, fazendo o uso das cores e também da luminosidade. Além disso, ele realizou estudos em materiais como grafite e carvão, procurando evoluir e inovar cada vez mais sua técnica.

## Obra
Em seu primeiro ano em terras sul-americanas, trabalhou com o também alemão Friedrich Anton Steckel, e aprendeu pintura de barcos e casas, vendendo até materiais para pintores. Ele também participou de alguns projetos com seu outro conterrâneo Thomas Georg Drindl, onde fez ofícios de decoração de interiores.

Na época, o país vivia um período em que o escravismo e as fazendas de café no estado de Minas Gerais e do Rio de Janeiro estavam em alta. Desta maneira, o artista ficou conhecido por suas pinturas de paisagens das grandes plantações, tornando-se um dos representantes e pioneiros neste tipo de pintura no Brasil. Alguns de seus lugares favoritos eram as fazendas do Vale do Paraíba, no Rio de Janeiro. Estima-se que, entre os anos de 1870 e 1880, ele tenha pintado diversas telas do local, que foram feitas sob a encomenda de senhores de escravos da época. Outro importante pintor que seguiu o mesmo estilo de pintura livre é o italiano Nicolau Fachinetti, que chegou à América do Sul antes de Grimm.
“O Retrato no Brasil do século XX teve a mesma função que em outros povos: tornar presente e reconhecido o grupo dirigente. Entre nós, grandes proprietários de terras, comerciantes enriquecidos ou industriais recém-surgidos. A pintura paisagista teve para, este grupo, o significado simbólico de reconhecimento de um solo que lhes pertencia. ” 
Mas suas habilidades artísticas não passaram apenas pelo Vale do Paraíba. Denominado naturalista, o alemão também retratou paisagens importantes, como a Fazenda do Calçado e Águas Claras, em São José do Rio Preto; Boa Vista, no Bananal, e Oriente, em Valença. No entanto, pouco conhecido pelos historiadores e também pelos "leigos", muitas de suas pinturas não contam com data de criação e nem foram localizadas.

### Fases distintas
As suas pinturas relacionadas à fazendas ainda passaram por diferentes estilos, indicando as duas etapas pelas quais passou: após a sua chegada ao Rio de Janeiro, entre 1878 a 1881, e no seu período final antes de partir, nos anos de 1885 e 1886.

#### Primeira fase
A primeira etapa é classificada como o seu período mais obscuro, quando retratava por encomenda as fazendas de café do estado do Rio de Janeiro e Minas Gerais. Nessa época, em que vendia a sua obra para os donos da fazendo e senhores de engenho, o Grimm realizou algumas das suas mais célebres pinturas e começou a sua carreira como um dos mais famosos paisagistas do Brasil. Até então, ele só tinha feito obras no estilo de europeu.
No entanto, as suas obras em terras brasileiras mostram todo o aprendizado que absorveu em suas viagens ao redor do mundo e também na Academia de Belas Artes de Munique. Ele fazia uso da aquarela, de muita luminosidade e também exibia as suas técnicas de desenho e profundo conhecimento na história da arte. Isso ficou claro quando, em 1879, foi contratado para pintar dois painéis para a igreja de Nossa Senhora do Carmo, em São João del-Rei. A encomenda foi entregue em apenas 22 dias. Mesmo possuindo marcas de um trabalho visivelmente apressado, a pintura transmite o conhecimento do estudioso artista, já que poucos pintores conseguiriam fazer painéis como aquele em tão pouco tempo.
Em meados deste mesmo o ano, o pintor passou a trabalhar para os fazendeiros da região de São José do Rio Preto – foi lá que pintou duas de suas telas mais famosas, a Fazenda Calçado e a Fazenda Águas Claras. Esses são apenas alguns de seus quadros que contam com datas marcadas. Acostumado com as paisagens inertes das pitorescas ruínas greco-romanas e as paisagens inertes do Mediterrâneo, o artista precisou adaptar o seu estilo à intensa movimentação humana e animal que as paisagens brasileiras ofereciam. Mesmo assim, este foi um grande obstáculo para Grimm, que até então estava acostumado ao livre-arbítrio de pintar o que desejava e agora precisava fazer tudo sob encomenda, não sendo mais o que desejava.
De volta ao exterior (1880-1881)
No ano seguinte, em 1880, o pintor retornou à Europa em companhia de sua amiga de longa-data Therese Ravoth, a qual tinha contribuído financeiramente para sua carreira como pintor e agora estava viúva. Visitaram cidades italianas pelas quais ele ainda não tinha passado, como Amalfi, Batipaglia e Caserta, e em seguida foram para a Grécia, onde conheceram Micenas, Atenas, Corinto, Eleusus e Kolossus. Como sempre, o alemão era completamente fascinado pelas paisagens do Mediterrâneo.
Essas viagens foram registradas em um pequeno bloco de desenho que levava consigo. Na Turquia, desenhou o estuário do Chifre de Ouro e as mesquitas de Hagia Sophia. Ele também conheceu o litoral da Síria e também Damasco e o Monte Líbano. Existem controversas, mas algumas fontes apontam que o artista passou nove meses dessa viagem para voltar a sua terra natal, onde seu pai estava doente e mais tarde viria a falecer.
Antes de retornar ao Brasil, em 1881, Grimm viajou até a França e passou a sua estadia em Paris. Ele também visitou o Museu do Louvre, e neste período realizou uma incrível cópia do quadro O Alvo do Amor, feito por François Boucher, famoso pintor do Rococó pelo qual teve um súbito interesse. Como o seu estilo era pintura livre e paisagista, a sua obsessão com os painéis do artista francês é muito contestada. No entanto, alguns estudiosos especulam que este pode ter sido um desafio feito pelo próprio pintor, que tentava desenhar de uma forma mais suave e delicada. Ele ainda pintou dois retratos femininos apontados como um tributo à Fraulein Gertrud, filha de Therese Ravoth.

#### Segunda passagem pelo Brasil (1881 - 1888)
Após a sua extensa viagem pela Ásia e Europa, o pintor retornou ao Brasil com algumas despesas que precisavam ser pagas. Dessa maneira, voltou a pintar sob encomendas, assinando, assim, a Fazenda Retiro, em 1881. Com os contatos que já havia feito em sua primeira passagem, Grimm continuou a pintar obras para os fazendeiros, conseguindo manter uma vida confortável na América do Sul. Este foi o início do fim de sua primeira etapa artística.
A segunda fase começou quando o pintor foi convidado para expor, em 1882, em uma mostra coletiva na Sociedade Propagadora das Belas Artes, no Liceu Artes e Ofícios. A instituição havia sido criada e dirigida por Francisco Joaquim Bethencourt da Silva, humanista e educador que procurava rivalizar com a Academia Imperial de Belas Artes. Naquela exposição, também estava artistas como Victor Meirelles, Souza Lobo, Leopoldo Jardim de Faria, Angelo Agostini, Augusto Rodrigues Duarte, entre outros. Alguns até apontam que o festival contou com a presença de Dom Pedro II. Este foi um ponto de partida para a fama e reconhecimento do pintor, que contava com um terço de suas obras dentre as 418 expostas. Após a mostra, seu nome havia tomado a boca dos críticos, que elogiavam as fortes cores características de suas obras, transmitindo muita personalidade. Desta maneira, iniciou a sua melhor fase no país, onde não precisava mais vender os seus talentos aos outros e teria a liberdade de pintar o que bem quisesse.

#### Professor na Academia Imperial de Belas Artes
O seu grande sucesso na exposição lhe rendeu uma vaga de professor na Academia Imperial de Belas Artes, na cadeira de Paisagens, Flores e Animais do instituto. Como era estrangeiro, assumiu interinamente o cargo. Segundo escritores, fora uma recomendação do próprio imperador Dom Pedro II que lhe deu a vaga. Na escola, lecionou para alunos que viriam a tornar-se uma grande geração de pintores que contribuíram veemente para a arte brasileira, como Antonio Parreiras, um de seus favoritos, Hipolito Boaventura Carón, Giovanni Battista Castagneto, Domingo Garcia y Vazquez, entre outros.
Ele também deixou o seu legado através do ensino de paisagismo e pintura livre, se dedicando à natureza e somente a ela. Historiadores e especialistas definem o seu tipo de pintura como "pessoal e poética". Ele ensinou os seus aprendizes a sentirem a natureza, o que ela os oferecia e também as suas representações visuais. Essa foi uma experiência positiva para o professor, que recordava suas peregrinações pela Itália e agora tinha a liberdade para criar, se emancipado dos limites antes impostos por seus compradores. Além disso, o relacionamento com seus alunos era ótimo, todos viviam em harmonia dividindo essa paixão em comum.
Em 1884, Grimm fez a sua segunda mostra, desta vez na XXVI Exposição Geral da Academia Imperial das Belas Artes, a mais importante até então, onde ganhou medalha de ouro. Esse foi o apogeu para a sua estadia no Brasil.

## Grupo Grimm
Mesmo com os poucos registros sobre a sua história, Georg Grimm é considerado um dos pintores alemães mais influentes a passarem pelo Brasil no século XIX. O profissional não só deixou um legado considerável na pintura livre e de paisagens, como também lecionou e foi rodeado por um grande número de artistas talentosos.

Anos mais tarde, por conflitos internos e divergências de ensino, acabou deixando a Academia Imperial de Belas Artes e formou o seu próprio grupo de artistas, recrutando os alunos para quem lecionava na escola. Eles pintavam paisagens aplicando as técnicas de pintura livre, o que agregou muito para o futuro dessa categoria de arte no país. Esse foi o maior legado do artista para o Brasil, ficando conhecido como Grupo Grimm.
“George Grimm foi talvez o pintor de maior sucesso entre os pintores alemães e a sua influência na pintura brasileira é considerável. Era uma grande personalidade artística que tinha um Pintura Brasileira do século XIX Pintura Brasileira do século XIX 57 grande círculo de alunos talentosos. O artista bávaro iniciou o estudo rebelando-se contra as convenções e tradições antigas e transferiu as suas aulas da sala para o ar livre. Nas florestas e montanhas dos arredores do Rio ensinou os seus alunos a contemplarem a natureza para bem a saberem representar“.
Em 1887 retornou à Europa falecendo logo depois na cidade de Palermo.

## Galeria

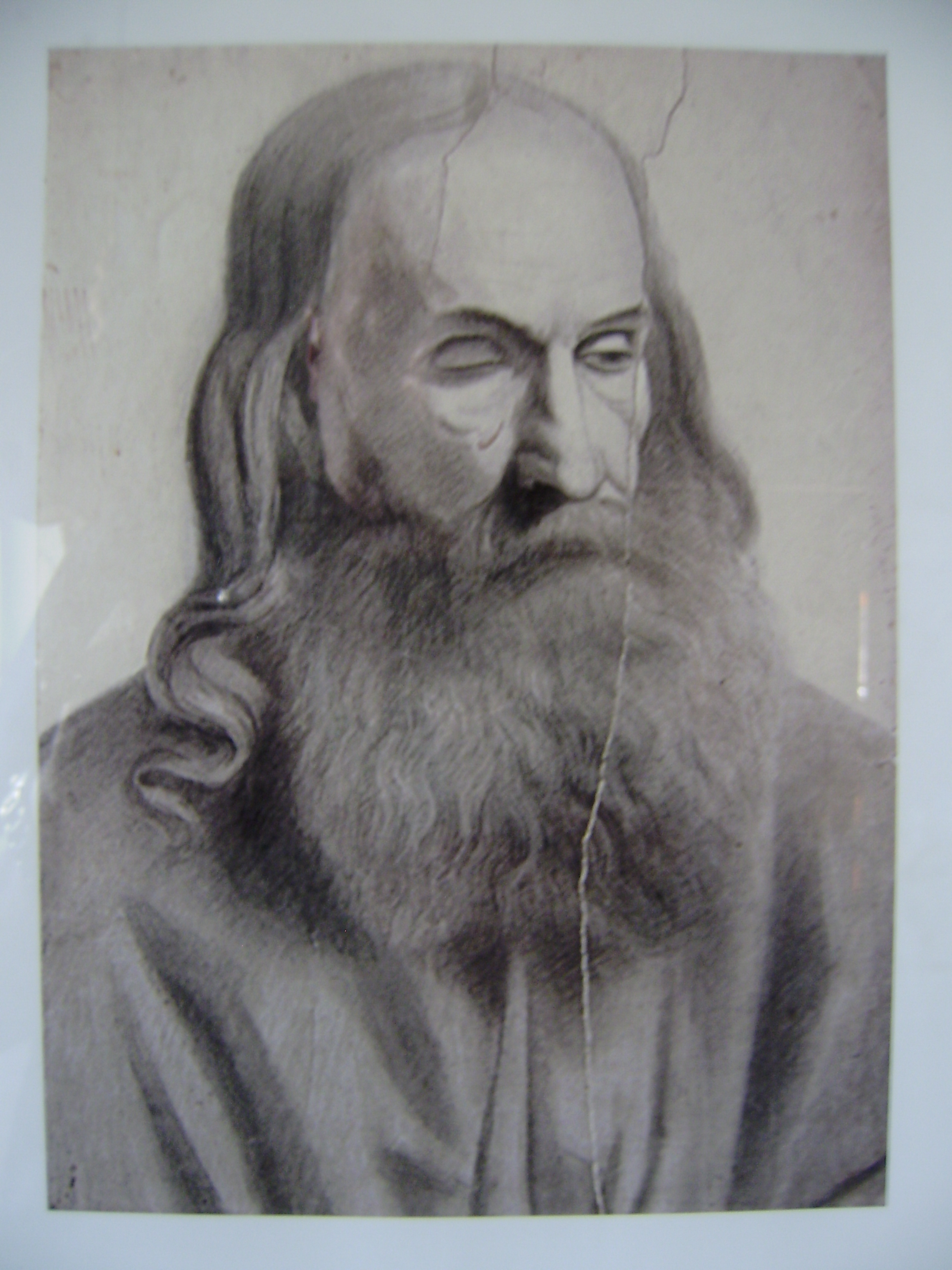
Mann mit einem Auge Museum Hofmühle, Immenstadt
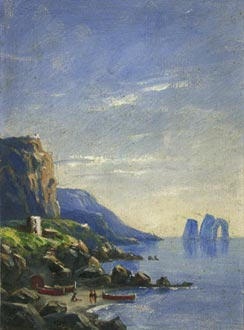
Castelgolfo
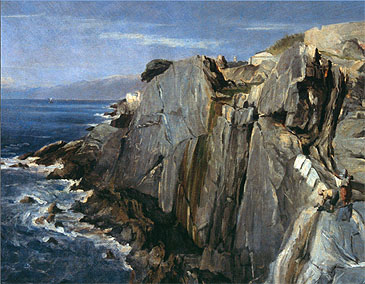
Costa do mar em Nervi perto de Gênova na Itália  (1875) Coleção Particular, Rio de Janeiro
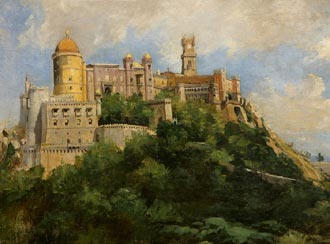
Castelo de Cintra  (1877) Museum Hofmühle, Immenstadt

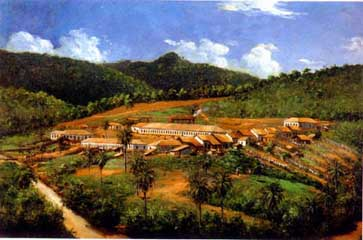
Fazenda Marzagão (1880)
Vista do cavalão (1884) Acervo do Museu Nacional de Belas Artes
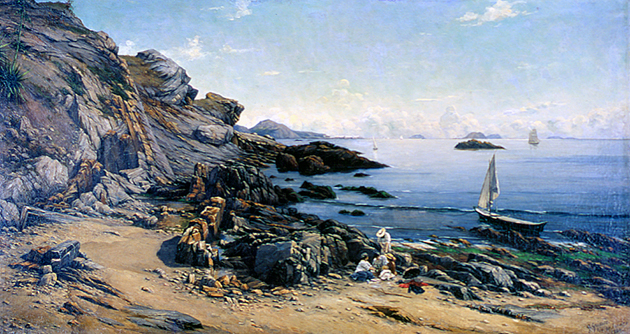
Vista da Ponta de Icaraí (1884) Coleção Sergio Sahione Fadel
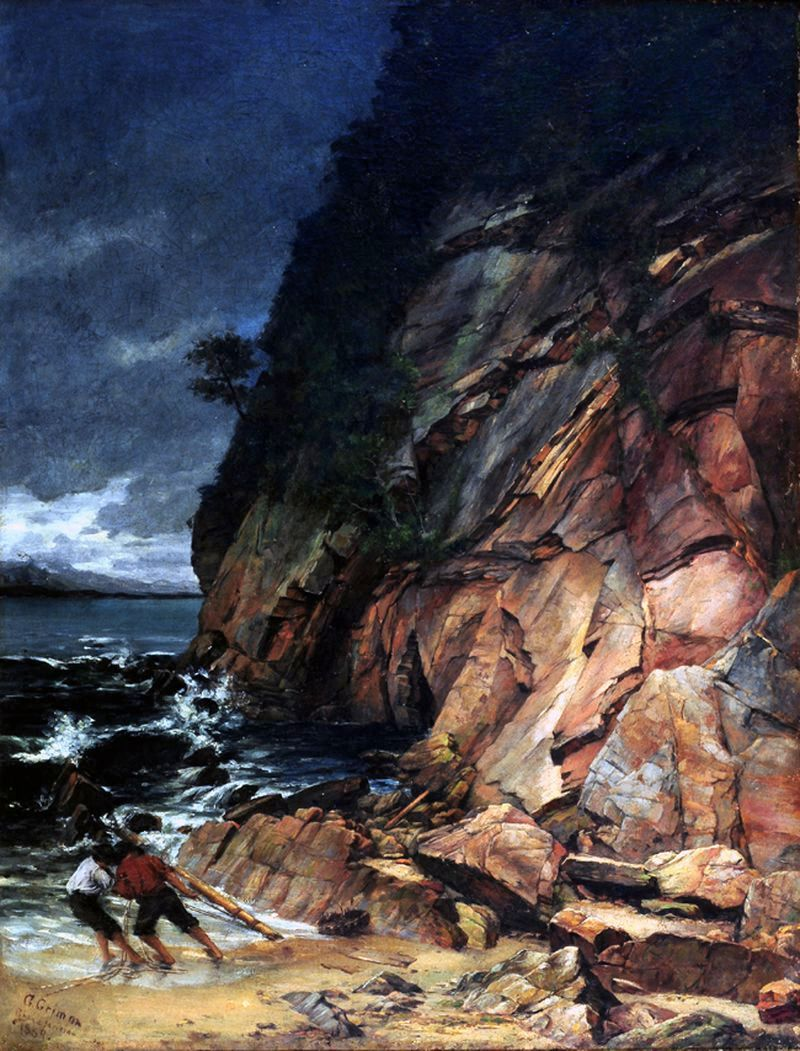
Rochedo da Boa Viagem (1887) Museu Antônio Parreiras